# Mirosław Maliszewski
Mirosław Wojciech Maliszewski (Warsaw; 28 de Fevereiro de 1968 —) é um político da Polónia. Ele foi eleito para a Sejm em 25 de Setembro de 2005 com 6954 votos em 17 no distrito de Radom, candidato pelas listas do partido Polskie Stronnictwo Ludowe.